# Філіппо Тамальїні
Філіппо Тамальїні (італ. Filippo Tamagnini; нар. 30 січня 1972, Сан-Марино) — капітан-регент Сан-Марино з 1 квітня по 1 жовтня 2011 року, обраний разом з Марією Луїзою Берті.
Він є випускником технічного інституту «Belluzzi» в Ріміні, потім отримав диплом за спеціальністю будівництво в Болонському університеті.
У 2000 році вступив до Християнсько-демократичну партію. З 2003 по 2008 рік був членом міської ради Серравалле. У 2008 році обраний до Великої генеральної ради, в якій є членом комісії охорони здоров'я та сільського господарства і постійного комітету юстиції. Вдруге капітан-регентом країни був обраний у середині вересня 2023. Із 1 жовтня 2023 по 1 квітня 2024 року обіймав вдруге посаду капітан-регента Сан-Марино.
Постійно проживає у Фальчано. Одружений і має трьох дітей.